# Plan de Mulumí
Plan de Mulumí är en ort i Mexiko.   Den ligger i kommunen Suchiapa och delstaten Chiapas, i den sydöstra delen av landet, 700 km öster om huvudstaden Mexico City. Plan de Mulumí ligger 457 meter över havet och antalet invånare är 427.
Terrängen runt Plan de Mulumí är varierad. Plan de Mulumí ligger nere i en dal. Runt Plan de Mulumí är det ganska tätbefolkat, med 56 invånare per kvadratkilometer. Närmaste större samhälle är Tuxtla Gutiérrez, 13,8 km norr om Plan de Mulumí. Omgivningarna runt Plan de Mulumí är en mosaik av jordbruksmark och naturlig växtlighet.